# Hamilton Tiger-Cats
Gli Hamilton Tiger-Cats sono una franchigia professionistica di football canadese con sede a Hamilton, Ontario. I Tiger-Cats sono membri della East Division della Canadian Football League. La squadra fu fondata nel 1950 dalla fusione tra gli Hamilton Tigers e gli Hamilton Wildcats. La squadra disputa le sue partite casalinghe all'Ivor Wynne Stadium e ha in progetto di trasferirsi in un nuovo stadio quando questo sarà demolito nel 2014.

## Storia
Dalla fusione del 1950, la squadra ha vinto la Grey Cup otto volte, l'ultima nel 1999. L'Hamilton Tiger-Cats Football Club inoltre riconosce tutte le Grey Cup vinte dalle squadre con sede ad Hamilton come parte della sua storia, il che porterebbe il totale delle vittorie a 15 (gli Hamilton Tigers con cinque, gli Hamilton Flying Wildcats con una e gli Hamilton Alerts con un'altra). Ad ogni modo, la CFL non riconosce queste vittorie sotto un'unica franchigia, quanto come vittorie individuali di ogni franchigia. Se si utilizza il calcolo usato dai Tiger-Cats, le franchigie di football di Hamilton hanno vinto almeno un campionato in ogni decennio del ventesimo secolo, un'impresa riuscita solo ad altre due squadre nel panorama degli sport professionistici nordamericani, i Triple-A Rochester Red Wings della International League e i Montreal Canadiens della NHL. Nessuna di queste squadre ha vinto il titolo nel primo decennio del ventunesimo secolo.
Nei loro primi quarant'anni di esistenza, i Tiger-Cats sono stati una franchigia modello, essendosi qualificati per i playoff in tutti gli anni tranne tre e vincendo sette Grey Cup. Sono stati una delle sole 4 squadre ad aver vinto la Grey Cup in casa e la prima a compiere tale impresa nel 1972. Ad ogni modo, a partire dal 1990, essi hanno mancato i playoff in dieci occasioni e vinto una sola Grey Cup nel 1999. Il loro momento più basso giunse quando passarono dal record della Canadian Football League di 17 vittorie in una stagione a solo una nel 2003. In tempi recenti la franchigia sta riacquisendo il suo ruolo di protagonista essendosi qualificata ai playoff nelle ultime 3 stagioni.